# Paute

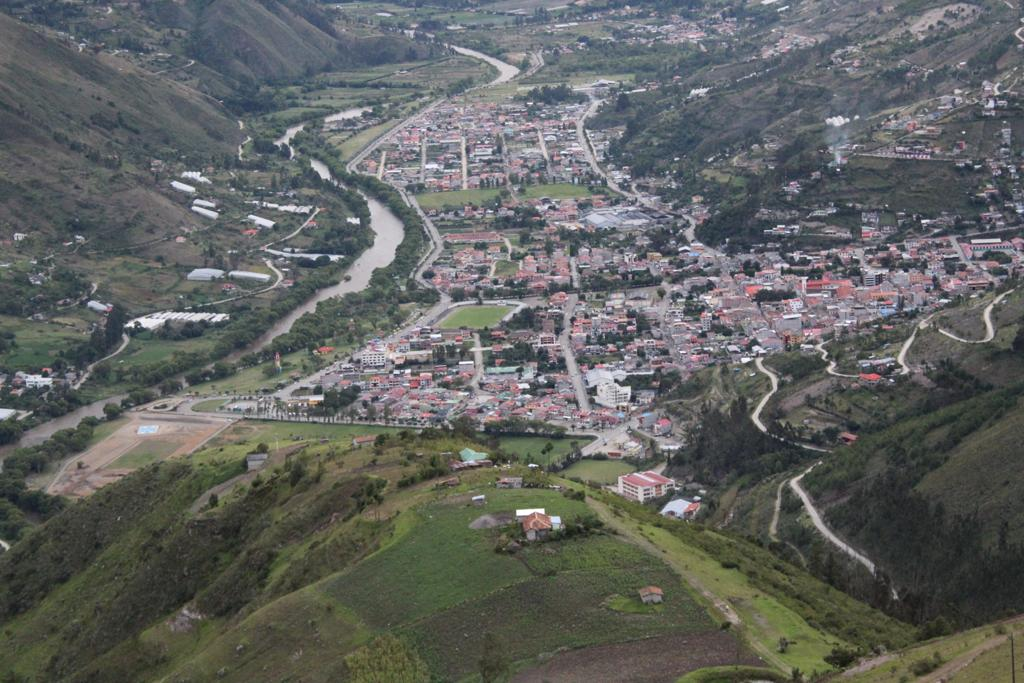
Blick nach Süden auf Paute

Paute ist eine Kleinstadt und die einzige Parroquia urbana im Kanton Paute der ecuadorianischen Provinz Azuay. Paute ist Sitz der Kantonsverwaltung. Die Parroquia besitzt eine Fläche von 49,79 km². Die Einwohnerzahl der Parroquia betrug beim Zensus 2010 9850. Davon wohnten 7226 Einwohner im urbanen Bereich von Paute.

## Lage
Die Parroquia Paute befindet sich im Nordosten der Provinz Azuay. Das Gebiet liegt in der Cordillera Real. Die 2187 m hoch gelegene Stadt Paute liegt 30 km ostnordöstlich der Provinzhauptstadt Cuenca am linken Flussufer des Río Paute. Die Fernstraße E40 (Cuenca–Santiago de Méndez) führt durch Paute.
Die Parroquia Paute grenzt im Westen an die Provinz Cañar mit den Parroquias San Miguel und Luis Cordero (beide im Kanton Azogues), im Norden an die Parroquia Bulán, im Nordosten an die Parroquia Dug Dug, im Osten an den Kanton Guachapala und an die Parroquia Chicán sowie im Süden an die Parroquia El Cabo.

## Geschichte
Paute wurde am 26. Februar 1860 Verwaltungssitz des neu gegründeten Kantons Paute. 